# Poláci v Česku
Polská národnostní menšina v Česku jsou osoby polské národnosti žijící na území Česka.

## Poláci v Česku

### Historie
V 19. století tvořili Poláci nejpočetnější etnickou skupinu v Těšínském Slezsku. Poláci byli také historicky největší etnickou skupinou obývající oblast Záolží. V průběhu 19. století ale sílil německý vliv. Od roku 1848 rostlo národní uvědomění zdejšího obyvatelstva a do konce 19. století místní Poláci a Češi spolupracovali, sjednocovali se proti germanizačním tendencím ze strany rakouských a později rakousko-uherských úřadů. Byly založeny různé polské spolky a školy, následovaly školy německé a české.

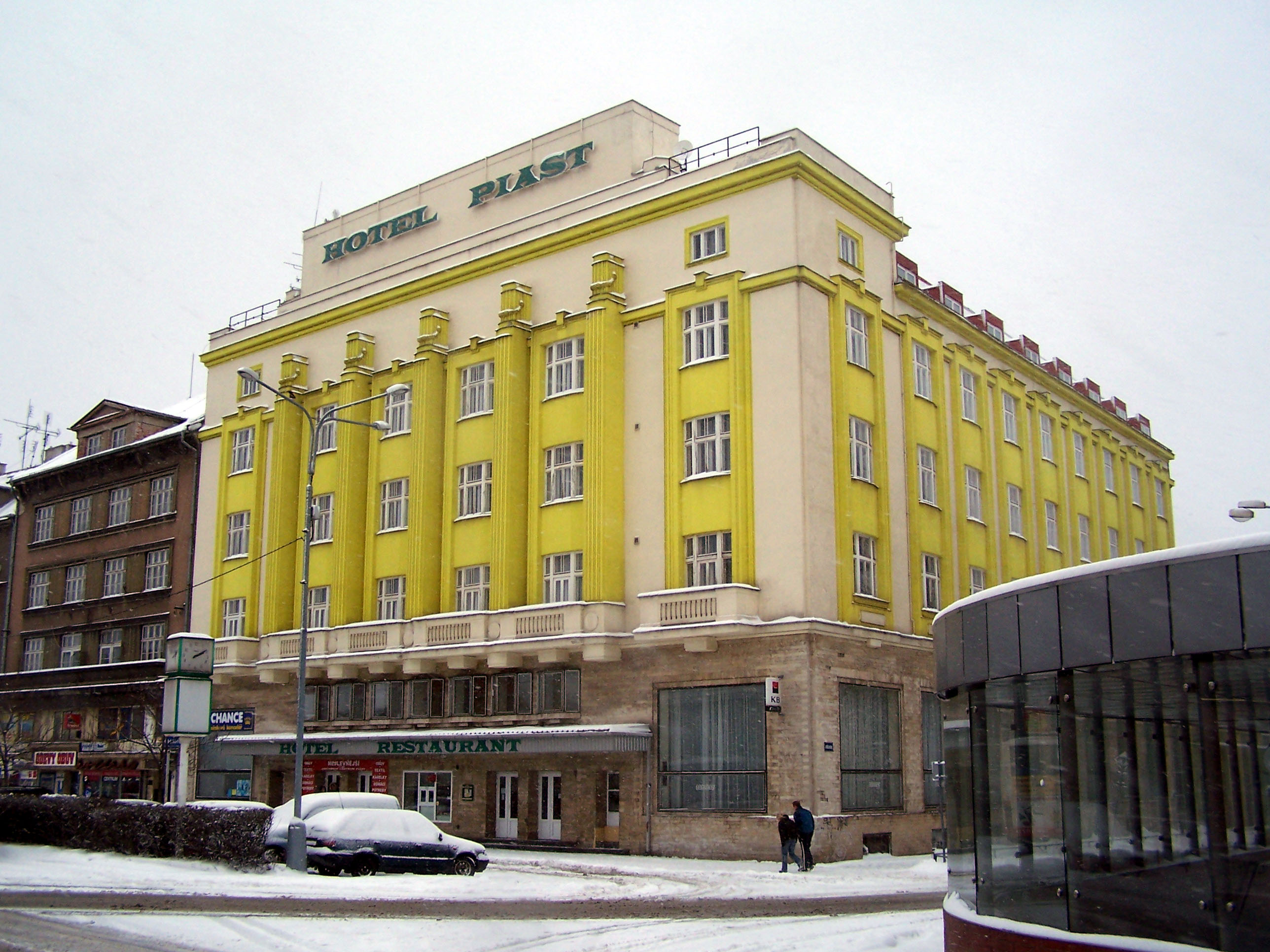
Hotel Piast v Českém Těšíně, jeden z architektonických symbolů polské menšiny

S rostoucím ekonomickým významem oblasti se na konci 19. století se objevilo etnické napětí. Hospodářský růst v regionu přinesl vlnu imigrace z Haliče, kdy v letech 1880-1910 přišlo asi 60 000 lidí, především na Ostravsko a do Záolží. Většina nových přistěhovalců byli Poláci z chudých poměrů, téměř polovina z nich byla negramotná a pracovali většinou v oblasti těžby uhlí a hutnictví. Pro tyto lidi byl nejdůležitějším faktorem materiální blahobyt a o původní vlast, odkud odešli, nejevili zájem a snadněji se tak asimilovali s českým obyvatelstvem, demograficky dominantním na Ostravsku. Sociální struktura území byla obecně rozdělena podle etnických linií. Ekonomicky nejsilnější byli Němci, většinou majitelé podniků, Češi byli nejčastěji úředníci a Poláci obvykle vykonávali manuální práce, pracovali jako horníci a hutníci. Tato struktura se v průběhu času měnila, ale v roce 1921 byla stále velmi podobná, 61,5 % Poláků pracovalo v dělnických profesích.
Na počátku 20. století Češi a Poláci stáli na jedné straně v odporu proti germanizačním tlakům, spolupráce však ustala po první světové válce. 
V roce 1920 byla oblast Záolží po polsko-československé válce začleněna do Československa a počet českých obyvatel výrazně vzrostl, především v důsledku imigrace a asimilace a Poláci se stali menšinou, kterou jsou dodnes. V roce 1938 byla oblast anektována Polskem jako důsledek Mnichovské dohody a v roce 1939 celé území připadlo nacistickému Německu. Po druhé světové válce se region stal opět součástí Československa, byly obnoveny polské organizace, ty však byly po převeztí moci komunisty v únoru 1948 rozhodnutím vládnoucí strany zakázány. Polské organizace byly znovu onoveny po sametové revoluci a v Zaolší byly instalovány dvojjazyčné nápisy.
V roce 1991 se při československém sčítání lidu k polské národnosti v ČR přihlásilo 59 383 osob.[zdroj?] Podle sčítání lidu z roku 2021 se k polské národnosti jako jediné přihlásilo již jen 38 218 osob, přičemž počet Poláků v Česku setrvale klesá. Převážná část je soustředěna zejména na Zaolžsku (Zaolzie/Zaolší). 
Kromě některých domorodých Poláků ze Zaolší jsou zde i Poláci z vlastního Polska, kteří do Česka přijíždějí za prací. Mnoho Poláků v Česku pracuje již řadu let, mnoho z nich je tradičně soustředěno v Ostravě (např. ostravsko-karvinská uhelné doly), ale také ve závodech Auto Škoda v Mladé Boleslavi, stejně jako mnoho stavebních dělníků i dalších profesí v Praze.[zdroj?]
Podle výsledků sčítání lidu v roce 2011 byli Poláci jedinou národnostní menšinou v ČR, v níž se k náboženské víře přihlásila více než polovina příslušníků (56,9 %). Specifikem Poláků žijících v Česku je fakt, že velké procento (asi 20 %) z nich jsou protestanti.

### Polské organizace v Česku
V Česku působí několik polských organizací usilujících o udržování a zlepšování vztahů mezi oběma národy. Mezi nejvýznamnější v této oblasti patří Kongres Poláků v ČR a Polský kulturní a vzdělávací svaz (PZKO) a největší a jediné noviny vycházející dvakrát týdně Głos (Hlas) a měsíčník Zwrot (Návrat). V meziválečném období vycházel v Českém Těšíně polskojazyčný deník Dziennik Polski. Na mezivládní úrovni pak působí Česko-polské fórum a kulturní středisko Polský institut v Praze. Ostatní kulturní a technickou agendu zajišťuje polské velvyslanectví v Praze, polský generální konzulát v Ostravě.
V Praze funguje polská římskokatolická pastorační služba v dominikánském kostele sv. Jiljí (Husova 8, Praha 1-Staré Město). Od roku 2019 (ve sboru Praha-Nové Město) a od března 2020 také (ve sboru Mladá Boleslav) působí polsky mluvící skupiny svědků Jehovových.
Většina Poláků v Zaolší jsou katolíci, téměř polovina z nich se však hlásí k luteránství. Největší luteránská církev v Česku (Slezská církev evangelická augsburského vyznání) je z velké části polonizována.

## Významné osobnosti

### Politici
- Jan Buzek, meziválečný poslanec
- Jerzy Buzek, předseda Evropského parlamentu, bývalý předseda vlády Polska
- Emanuel Chobot, meziválečný poslanec
- Karol Junga, meziválečný poslanec
- Józef Kubisz, diplomat a polský konzul v USA
- Tadeusz Michejda, polský ministr zdravotnictví
- Karol Śliwka, meziválečný komunistický politik, poslanec
- Leon Wolf, meziválečný československý poslanec a pozdější senátor v polském Senátu
- Josef Zieleniec, bývalý ministr zahraničí České republiky
- Polská lidová strana, polská politická strana v meziválečném Československu
- Polská socialistická dělnická strana, polská politická strana v meziválečném Československu

### Spisovatelé
- Danuta Chlupová spisovatelka a novinářka
- Henryk Jasiczek, básník
- Jan Kubisz, básník, autor Płyniesz Olzo po dolinie, neoficiální hymna Poláků z Zaolší
- Paweł Kubisz, básník
- Gustaw Morcinek, jeden z nejvýznamnějších polských spisovatelů ze Slezska
- Józef Ondrusz, etnograf
- Karol Piegza, folklorista
- Mariusz Surosz, polský spisovatel a novinář žijící v Praze
- Mariusz Szczygieł, polský spisovatel o českých tématech
- Adam Wawrosz, básník a spisovatel

### Ostatní
- Józef Buzek, ekonom
- Ewa Farna, popová zpěvačka
- Robert Jašków, herec

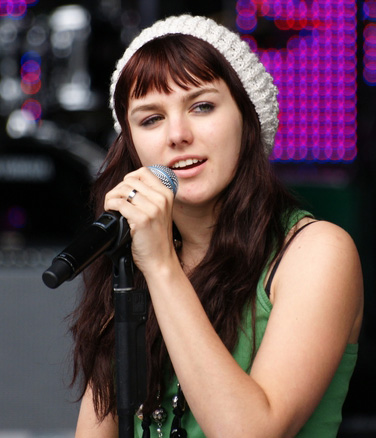
Polsko-česká zpěvačka Ewa Farna

- Tadeusz Kraus, polský fotbalista ze Záolží
- Simona Lewandowska, herečka
- Adam Makowicz, jazzový hudebník
- Halina Mlýnková, popová zpěvačka
- Jaromír Nohavica, český písničkář, zpívá také v polštině a písně s českou a polskou tematikou
- Bronislav Poloczek, divadelní a televizní herec
- Petr Prokop Siostrzonek, římskokatolický duchovní